# 위뭇티막가
위뭇티막가(영어: Vimuttimagga)는 아라한 우파티사가 1-2세기에 저술한, 불자를 위한 실용적인 해설서이다. 상가팔라(en:Sanghapala)가 6세기에 해탈도론(Jietuo dao lun 解脫道論)이라는 명칭으로 중국어로 번역하였다. 아마도 팔리어나 불교혼성범어(en:Buddhist Hybrid Sanskrit)로 쓰여졌을 원본은 현존하지 않지만, 중국어 판본은 살아남았다. 이 책은 아마 인도에서 쓰인 다음 스리랑카로 넘어왔을 것이다. 위뭇티막가의 어떤 교리들은 담마팔라가 아바야기리 수도원(en:Abhayagiri monastery)에 도입한 교리와 연관성이 있는 것으로 보인다고 여겨졌지만 학계에서는 점차 논란의 대상이 되고 있다.

## 내용
위뭇티막가는 아나파나사띠, 편처(en:Kasina) 명상, 붓다의 십수념(en:anussati)과도 같은 다양한 명상 방식을 추천한다. 이 책의 장은 다음과 같다 (에하라, 소마, 케민다의 번역에 기초함):
1. 서두 담화 (세 가지의 단련(en:Threefold Training)과 궁극의 자유 참조)[6]
2. 미덕을 알아차림
3. 금욕
4. 집중을 알아차림
5. 좋은 동료(en:Kalyāṇa-mittatā)와의 관계맺음
6. 행동을 알아차림
7. 업처(en:Kammaṭṭhāna)의 분별
8. 명상의 대상으로의 몰입
9. 5가지 형태의 높은 지식
10. 지혜를 알아차림
11. 다섯 가지 방법 (총합, 감각기관, 요소, 조건지어진 일어남, 진리)
12. 사성제를 알아차림

## 위숫디막가와의 관련성
위뭇티막가는 부다고사가 저술한 위숫디막가와 놀라운 유사성을 지니며, 부다고사한테 큰 영향을 끼쳤을 개연성이 높다. 위숫디막가의 분량이 훨씬 많지만, 두 저작은 몇가지 다른 점이 있다. 아날라요에 따르면, 위뭇티막가는 두타행(en:dhutanga), 삼매는 건전할 수도 아닐 수도 있다(micchā samādhi/사정 邪定)고 하지만, 위숫디막가는 불건전할 수 없다고 한다. 통찰의 진전에 대한 전략에서도 중대한 차이가 있는데, 위뭇티막가는 이를 사성제에 기반해, 위숫디막가는 전차경에서 유래한 정화의 일곱 단계에 기반해 나열한다.
구체적인 실천의 전략에서도 약간의 차이를 볼 수 있다. 우파티사와 부다고사는 각각 넷, 다섯 범주의 계와 넷, 여덣 개의 아나파나사띠를 갈고 닦는 길, 40개, 38개의 업처 명상 대상을 정의했다.

## 같이 보기
- 부다고사
- 위숫디막가
- 지
- 위파사나

### 참고 문헌
- Bapat, P.V. (1937), Vimuttimagga and Visuddhimagga - A Comparative Studyby P.V. Bapat
- Sister Vajira & Francis Story (trans.) (1998), "Maha-parinibbana Sutta: Last Days of the Buddha" (DN 16). Retrieved 2014 Oct. 12 from "Access to Insight" at http://www.accesstoinsight.org/tipitaka/dn/dn.16.1-6.vaji.html